# Landskrona Varpaklubb
Landskrona Varpaklubb är en idrottsförening i Landskrona, bildad 1956. Klubbens huvudsakliga verksamhet är varpa, men även kubb, inomhusvarpa och andra liknade aktiviteter finns representerade.
Landskrona Varpaklubb bildades hösten 1956 på Exan (Exercifältet i Landskrona) och har under åren haft verksamhet på Exan, vid Verdanditorpet och sedan mitten av 70-talet på olika platser på Landskrona Idrottsplats. Klubben har haft deltagare med på samtliga SM sedan 1983 och flertalet av svenska juniormästerskapen de senaste decennierna. Största framgången är två senior-SM-guld i mixed, 1999 och 2021, samt tre junior-SM-guld på slutet av 80-talet samt ytterligare ett 2015. 1970 arrangerade klubben SM i Thulinparken i Landskrona och stod 1989 som arrangör för Riksungdomsmästerskapen. 1995 ägde Svenska Cupfinalen rum vid Citadellet. Under 2004 deltog över 130 kastare när SM för tvåmannalag avgjordes på friidrottsarenan på IP. År 2010 stod klubben åter som arrangör för tvåmanna-SM, då deltog drygt 70 varpakastare.